# Maniaques de Dniepropetrovsk
 (juin 2016).
Si vous disposez d'ouvrages ou d'articles de référence ou si vous connaissez des sites web de qualité traitant du thème abordé ici, merci de compléter l'article en donnant les références utiles à sa vérifiabilité et en les liant à la section « Notes et références ».
Les maniaques de Dniepropetrovsk ou « les fous de Dniepropetrovsk » est une appellation qui désigne un groupe de serial killers ukrainiens responsables d'une série de meurtres ayant eu lieu dans la ville et dans l'oblast de Dniepropetrovsk (aujourd'hui Dnipro) du 25 juin au 16 juillet 2007.
L'affaire connaît une notoriété mondiale lorsque la vidéo de l'un des meurtres est diffusée sur internet, les criminels ayant filmé certains de leurs homicides. Les deux auteurs, Viktor Sayenko (Віктор Саєнко), né le 1er mars 1988 et Igor Souprouniouk (Ігор Супрунюк), né le 20 avril 1988, âgés de 19 ans au moment des faits ont été arrêtés et reconnus coupables de 21 meurtres.
Un troisième complice, Oleksandr Hanja (Олександр Ганжа), né en février 1988 a été reconnu coupable de deux vols à main armée ayant eu lieu avant le début des meurtres. Le 11 février 2009, les trois accusés sont déclarés coupables. Sayenko et Souprouniouk sont condamnés à la prison à vie et Hanja est condamné à neuf ans d'emprisonnement. Les avocats de Sayenko et Souprouniouk font appel de la décision mais celui-ci est rejeté par la cour suprême d'Ukraine en novembre 2009.

## Meurtres
Les deux premiers meurtres ont lieu dans la soirée du 25 juin 2007. La première victime est une femme âgée de 33 ans, Yekaterina Iltchenko, qui rentrait chez elle après avoir bu un thé chez une amie. D'après les aveux de Sayenko, lui et Souprouniouk étaient « sortis faire un tour ». Souprouniouk portait un marteau sur lui. Alors qu'Iltchenko les croise, Souprouniouk se retourne et la frappe au niveau de la tempe. Le corps d'Iltchenko est retrouvé par sa mère, à 5h du matin.
Moins d'une heure après ce premier meurtre, les deux hommes attaquent et tuent Roman Tatarevitch alors qu'il dort sur un banc non loin de la première scène de crime. La tête de Tatarevitch est frappée et écrasée à de nombreuses reprises par de multiples objets, la rendant méconnaissable. Le banc sur lequel Tatarevitch dormait se trouvait de l'autre côté de la rue, en face du bureau du procureur local.
Le 1er juillet, deux victimes de plus, Yevgenia Grischenko et Nikolaï Sertchouk sont retrouvées mortes dans la ville voisine de Novomoskovsk. Dans la nuit du 6 juillet, trois personnes de plus sont tuées à Dnipropetrovsk. La première est Egor Netchvoloda, une recrue de l'armée récemment licenciée, matraqué alors qu'il rentrait chez lui après avoir passé la soirée en boîte de nuit. Sa mère aperçoit son corps le matin suivant depuis sa fenêtre. Par la suite, Yelena Schram, une veilleuse de nuit de 28 ans est assassinée. Selon les aveux enregistrés de Sayenko, Souprouniouk a frappé Schram avec le marteau qu'il cachait sous son haut alors qu'elle marchait vers eux et a continué à lui assener plusieurs coups après qu'elle soit tombée. Schram portait un sac rempli de vêtements. Les hommes ont pris le sac, se sont servis des vêtements pour nettoyer le marteau puis ont jeté le sac. Plus tard, au cours de la même nuit, les meurtriers tuent Valentina Hanja (aucun lien de parenté avec le coaccusé Oleksandr Hanja), une mère de trois enfants et épouse d'un homme handicapé.
Le jour suivant, le 7 juillet, deux jeunes garçons âgés de 14 ans et originaires de Pidhorodne, une ville voisine, sont attaqués alors qu'ils pêchent. L'un des deux, Andreï Sidiouk est tué mais l'autre, Vadim Lyakhov, parvient à s'échapper et à se cacher dans les bois.
Quelques jours plus tard, le 12 juillet, Sergueï Yatzenko, un homme handicapé de 48 ans souffrant d'un cancer est porté disparu alors qu'il roulait à bord de sa moto. Son corps mutilé est retrouvé quatre jours plus tard et présente des signes d'une attaque et de coups particulièrement violents et toujours visibles après quatre jours de chaleur estivale.
Deux jours plus tard, le 14 juillet, Natalia Mamarchuk, une femme de 45 ans roule en scooter dans le village voisin de Diyovka. Alors qu'elle passe à proximité d'un sous-bois, les deux hommes l'approchent et l'assomment. Ils la tabassent ensuite à mort avec un objet contondant et s'enfuient avec son scooter. Des témoins de la scène tentent de les poursuivre mais perdent leur trace.
Dès lors, treize meurtres de plus suivent, entraînant la découverte de plusieurs corps, parfois dans la même journée. En plus des précédentes vagues de meurtres, deux victimes sont découvertes chaque jour, du 14 au 16 juillet. Les victimes sont manifestement choisies au hasard mais les auteurs semblent cibler des personnes vulnérables, notamment des enfants, des personnes âgées, des sans-abris, des femmes seules ou des personnes alcoolisées. La plupart des victimes sont tuées en utilisant des objets contondants tels que des marteaux, des matraques ou encore des barres de fer. Les coups sont le plus souvent portés à la tête et au visage, rendant certaines victimes méconnaissables et difficiles à identifier. Beaucoup de victimes ont également été mutilées et torturées, certaines d'entre elles ayant été énuclées alors qu'elles étaient encore en vie. Une femme enceinte a également eu son fœtus retiré de son utérus. Aucun signe d'agression sexuelle n'a été constaté sur les victimes. Certaines d'entre elles se sont vues dérober leurs téléphones portables ainsi que leurs objets de valeur, lesquels ont ensuite été revendus dans des boutiques de seconde main. Les meurtres ont couvert une zone géographique relativement large s'étendant au-delà de la ville de Dniepropetrovsk et dans les zones extérieures de l'oblast de Dniepropetrovsk.

## Enquête
Aucun lien officiel n'a pu être établi entre les meurtres avant les attaques du 7 juillet envers les deux jeunes garçons de Pidhorodne. Vadim Lyakhov, le survivant de l'attaque est d'abord arrêté, puis suspecté du meurtre d'Andreï Sidiouk. Il est également reporté qu'on lui a refusé l'accès à une assistance juridique et qu'il a été battu par la police pendant son interrogatoire. Cependant, il apparaît rapidement que Lyakhov n'est pas l'assassin de son ami Sidiouk, les policiers établissant un lien entre le meurtre du jeune garçon et ceux survenus dans la région au cours des jours précédents. Lyakhov coopère avec les enquêteurs pour établir un portrait-robot des assaillants. Deux jeunes enfants témoins du meurtre de Mamarchuk le 14 juillet donnent également une description détaillée des meurtriers qui corrobore les dires de Lyakhov.
Dès lors, une équipe spécialisée est rapidement envoyée de Kiev, dirigée par l'enquêteur principal Vasily Paskalov. La chasse à l'homme s'étend ensuite à la plupart des forces de l'ordre locales, si bien que plus de 2000 enquêteurs se mettent à travailler sur l'affaire. L'enquête est initialement tenue secrète. En effet, aucune information sur les meurtres n'est diffusée, les habitants de la région ne sont pas avertis du risque d'attaques et ne reçoivent aucune description des suspects. Toutefois, des rumeurs d'attaques meurtrières circulaient déjà à l'époque et avaient incité la plupart des habitants à rester chez eux la nuit. Finalement, les enquêteurs distribuent des portraits-robots et des listes de biens volés aux victimes aux prêteurs sur gages locaux, ce qui permet assez rapidement d'identifier certains effets personnels dérobés chez des prêteurs sur gage du district de Novokodatskyi.

## Arrestation des suspects
Les trois suspects, Viktor Sayenko, Igor Souprouniouk et Oleksandr Hanja sont arrêtés le 23 juillet 2007. Souprouniouk tentait de vendre un téléphone volé à l'une des victimes dans une boutique de prêteur sur gages locale. Après avoir été prévenus par téléphone, les policiers arrivent sur les lieux et procèdent à l'interpellation des deux suspects alors qu'ils se trouvent à la caisse de la boutique.
Hanja est arrêté chez lui alors qu'il tentait de se débarrasser de téléphones volés en les jetant dans ses toilettes. Les téléphones sont par la suite retrouvés par les enquêteurs mais toutes les informations qu'ils contenaient avaient été perdues.

## Antécédents criminels
Les trois suspects vivaient tous dans le quartier de Krasny Kamen, avaient fréquenté la même école et à l'âge de 14 ans, passaient beaucoup de temps ensemble.
Au cours de son interrogatoire, Sayenko révèle que lui et Souprouniouk avaient le vertige et craignaient que cette peur ne leur vaille d'être battus par des gens de leur école. Souprouniouk avait alors cherché des moyens de se débarrasser de leurs peurs, ce qui avait conduit les garçons à se tenir sur le balcon de l'appartement de l'un d'entre eux situé au 14ème étage pendant des heures, suspendus à la balustrade. Hanja était apparemment le plus craintif des trois, ayant notamment une phobie du sang et refusant même de donner le bain à son chaton, de peur de l'ébouillanter.
Souprouniouk avait alors suggéré de combattre ces peurs en torturant des chiens errants. Les garçons se mettent alors à capturer des chiens dans un bois voisin, les pendent à des arbres, les éventrent et prennent des photos à côté des cadavres. Lors de leur procès, les preuves de l'accusation comprennent un important nombre de ces photos, prises à une époque où les suspects étaient encore mineurs. Certaines images montrent les jeunes hommes effectuer des saluts nazis et dessiner des croix gammées et d'autres symboles avec le sang des animaux. Sur une photo, Souprouniouk pose en arborant une moustache en brosse à dents, très similaire à celle d'Adolf Hitler. En effet, Souprouniouk était né un 20 avril tout comme Hitler et a fait référence à ce fait. Des vidéos montrant les suspects torturer des chiots et des chatons en les brûlant et en les éventrant ont également été montrées lors du procès.